# Il-Widna

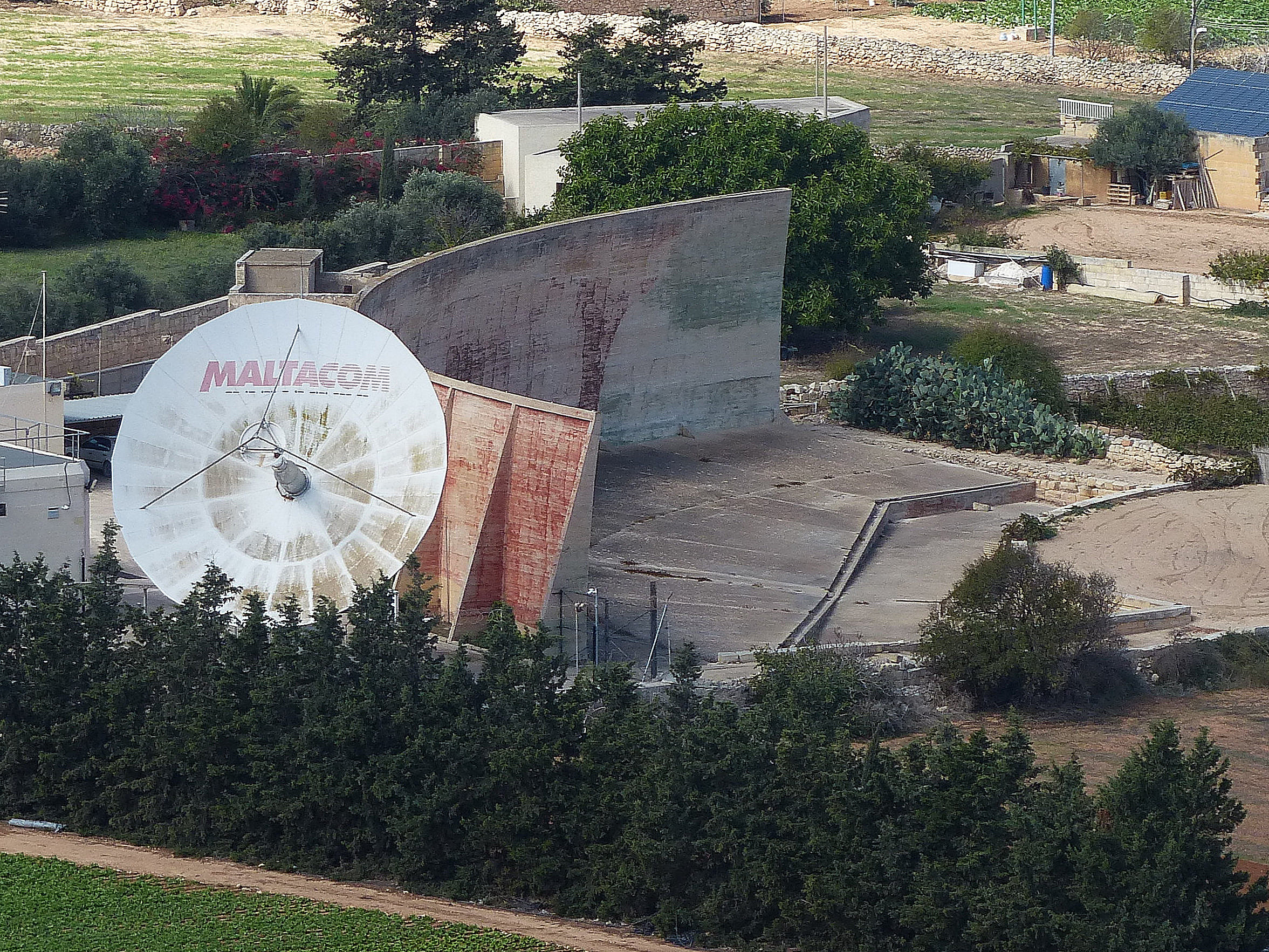
Il Widna

Der maltesische Name Il-Widna (deutsch: das Ohr) bezeichnet ein akustisches Luftschutz-Frühwarnsystem auf Malta. Es wurde von der Britischen Armee in den Jahren 1934/35 in der Nähe der Ortschaft Għargħur auf Malta erbaut.

## Hintergrund
In den 1920er und 1930er Jahren hatten sich die Reichweite der damals vorhandenen Bombenflugzeuge stark verbessert. Erreichte die Handley Page H.P.15 1918 eine Höchstgeschwindigkeit von 159 km/h und eine Dienstgipfelhöhe von 3355 m, so flog die Bristol Blenheim 1935 über 400 km/h schnell und über 8000 m hoch. Gleichzeitig gewannen die Ansichten von Giulio Douhet und Billy Mitchell über die strategische Rolle von Luftstreitkräften und die kriegsentscheidende Bedeutung ihrer Einsatzes immer mehr an Beachtung. Folgerichtig entwickelten sich auch die Flugabwehr und der Luftschutz. Um einen möglichst effizienten Einsatz der Flugabwehrartillerie und von Jagdflugzeugen zu gewährleisten, war die Schaffung eines Frühwarnsystems unerlässlich. Das Vorhalten einer flächendeckenden Luftverteidigung in ständiger Gefechtsbereitschaft war jedoch schon aus ökonomischen Gründen nicht möglich, außerdem benötigen Jagdflugzeuge zum Steigen auf die Flughöhe der angreifenden Bomberverbände eine gewisse Zeit und müssen außerdem auch bei schlechter Sicht an diese herangeführt werden. Durch eine möglichst große Vorwarnzeit sollte die Alarmierung von Flugabwehreinheiten und Jagdfliegern ermöglicht werden, gleichzeitig bot sich der Bevölkerung die Möglichkeit, Luftschutzeinrichtungen aufzusuchen. Die visuelle Beobachtung hatte sich zwar grundsätzlich bewährt, war aber an gute Sichtbedingungen gebunden und ermöglichte bei bestimmten geografischen Verhältnissen – wie zum Beispiel auf Malta – nur unzureichende Vorwarnzeiten. Eine akustische Aufklärung mit dem unbewaffneten Ohr war auf Entfernungen bis maximal zehn Kilometer beschränkt. Radarsysteme wurden zwar bereits seit Beginn der 1930er Jahre entwickelt, waren aber in der Mitte des Jahrzehnts noch nicht einsatzreif. Als einzig verfügbares technisches Aufklärungsverfahren größerer Reichweite bot sich daher nur die akustische Ortung an. Die grundsätzliche Eignung der akustischen Aufklärung wurde bereits im Ersten Weltkrieg  mit dem Richtungshörer nachgewiesen.
Die Inseln des maltesischen Archipels, seit 1804 zum Britischen Weltreich gehörend, besaßen für dieses eine herausragende Bedeutung, lagen sie doch am Hauptverkehrsweg zwischen den britischen Inseln und den britischen Kolonien und Dominions in Asien und Australien. Durch ihre Lage beherrschten sie das westliche Mittelmeer. Gleichzeitig war die Infrastruktur der Inseln – Häfen, Docks, Kohlestationen – wichtig für die Einsatzbereitschaft der britischen Kriegs- und Handelsflotte. Eine Wegnahme oder Zerstörung der Inseln durch einen potentiellen Gegner würde die Kommunikation zwischen dem Mutterland und den überseeischen Besitzungen empfindlich stören, die Versorgung der britischen Inseln beeinträchtigen, die Einsatzbereitschaft der britischen Flotte schwächen und früher oder später auch die Position des Vereinigten Königreichs im asiatisch-pazifischen Raum gefährden. Folgerichtig wurde in der Zwischenkriegszeit dem Ausbau der Verteidigungsanlagen der Insel eine große Bedeutung beigemessen. Als potentieller Gegner wurde vor allem Italien angesehen. Während der Bedrohung durch die Regia Marina durch die Stationierung starker Flottenverbände relativ leicht Rechnung getragen werden konnte, gestaltete sich der Schutz gegen Bedrohungen aus der Luft schwieriger. Aufgrund der Insellage gab es kein Vorland, das eine rechtzeitige optische Aufklärung anfliegender Bomberverbände ermöglicht hätte. Daher entschloss man sich nach eingehenden Versuchen 1933 zum Aufbau eines akustischen Frühwarnsystems auf Malta.

## Funktionsprinzip

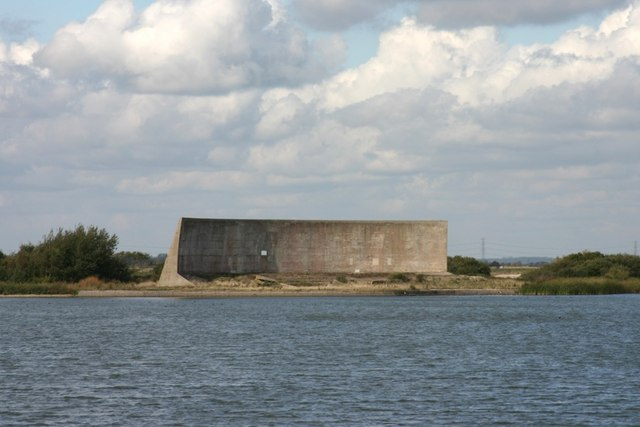
Die Anlage in Denge war Vorbild für die geplanten akustischen Spiegel auf Malta

Bei den hier behandelten Konstruktionen handelte es sich um eine Betonkonstruktion in Form eines Parabolspiegels, die die von den Flugzeugen ausgehenden Schallwellen reflektierte und im Brennpunkt des Spiegels bündelte. Im Prinzip gleicht die Wirkungsweise der einer Parabolantenne. Aufgrund der großen Wellenlänge ergaben sich relativ große Abmessungen, so dass die Konstruktion in Beton ausgeführt wurde. Da die Anlagen aufgrund ihrer Größe nicht schwenkbar waren, musste die Anflugrichtung durch Triangulation der Messergebnisse mehrerer Spiegel bestimmt werden. Gebräuchlich waren Spiegeldurchmesser von 20 beziehungsweise 30 Fuß. Durch Vergrößerung des Durchmessers auf rund 200 Fuß und der Installation einer Reihe von Mikrofonen vor dem Brennpunkt des Spiegels konnte eine Richtungsbestimmung mit einem einzigen Spiegel vorgenommen werden. Bei dieser Konstruktion handelt es sich um einen angeschnittenen Parabolspiegel, eine Bestimmung des Höhenwinkels konnte konstruktionsbedingt nicht erfolgen.
Erste Anlagen wurden noch während des Ersten Weltkrieges an der englischen Nordostküste in Kilnsea, Boulby, Redcar, Hartlepool, Seaham und Sunderland errichtet. In der Zwischenkriegszeit folgten weitere Anlagen an der Südküste (Kent) und an der Nordküste. In der Praxis erwiesen sich Windgeräusche, der Lärm von Tieren sowie Reflexionen an umliegenden Gebäuden und Felsen als problematisch. Die in Singapur und Gibraltar geplanten Anlagen wurden nicht errichtet, da sich kein geeigneter Platz für die Aufstellung finden ließ.

## Planung, Bau und Erprobung
Auf Malta wurde der Bau von insgesamt fünf Spiegeln geplant. Aufstellungsorte sollten Għargħur, Zonqor, Ta Karach, Ta Zura und Tal Merhla sein. Wegen des als vorrangig erachteten Schutzes Vallettas und des Grand Harbour sollten die beiden flankierenden Anlagen in Għargħur (nordwestlich) und Zonqor (südostwärts) zuerst errichtet werden. Vorgesehen war der Bau von 200-Fuß-Spiegeln nach dem Vorbild der Anlage in Denge (in der Nähe von Dungeness in Kent). Mit dem Bau des Spiegels in Maghtab wurde im Herbst 1934 begonnen, die Arbeiten wurden im Sommer 1935 abgeschlossen. Die Konstruktion glich der des Spiegels in Denge, lediglich an der Basis des Spiegels wurden innen zusätzliche Stützpfeiler vorgesehen, die jedoch die Leistung des Anlage beeinträchtigten. Der Spiegel wurde mit einem Tarnanstrich versehen, um ihn optisch in das umliegende Gelände einzupassen und die visuelle Aufklärung aus der Luft zu erschweren. Die elektrischen Anlagen wurden im September 1935 eingebaut, die offizielle Indienststellung erfolgte am 23. September 1935. Am Folgetage begann die Ausbildung. Die Baukosten beliefen sich auf insgesamt 4500 £. Erprobungen der Anlage mit einer Supermarine Scapa ergaben eine Reichweite von 21 bis 37 Meilen, bei einem Mittelwert von 25 Meilen, und einer Winkelgenauigkeit von 2,5 Grad. Damit waren Vorwarnzeiten von bis zu sechs Minuten möglich. Jedoch verliefen nicht alle Erprobungen erfolgreich. Bei einem Test im Beisein von Sir Cyril John Deverell, Chef des Imperialen Generalstabes, am 5. Februar 1936 versagte die Anlage. Infolge dieses Ereignisses wurden keine weiteren Spiegel auf Malta errichtet und die Anlage am 5. Mai 1937 außer Dienst gestellt.

## Gegenwärtige Nutzung
Im Gebiet von Il-Widna befinden sich mehrere Telekommunikationsanlagen. Die Anlage selbst wird als Bodenstation des Satellitenkommunikationssystems der maltesischen Fernmeldefirma GO (vormals Maltacom) genutzt.